# Невероятният Джо
„Невероятният Джо“ (на английски: Joe Somebody) е американска трагикомедия от 2001 г. на режисьора Джон Паскуин, по сценарий на Джон Скот Шепърд. Във филма участват Тим Алън, Джули Боуен, Кели Линч, Грег Гърман, Хейдън Пенетиър, Джеймс Белуши и Патрик Уорбъртън. Филмът отбелзява третия филм на Алън и Пакуин заедно след „Договор за Дядо Коледа“ (1994) и „Джунгла в джунглата“ (1997). Филмът е пуснат в САЩ на 21 декември 2001 г.